# Suecia en los Juegos Olímpicos de Roma 1960
Suecia estuvo representada en los Juegos Olímpicos de Roma 1960 por un total de 134 deportistas que compitieron en 15 deportes.  
El portador de la bandera en la ceremonia de apertura fue el pentatleta William Grut.

## Medallistas
El equipo olímpico sueco obtuvo las siguientes medallas:
| Nombre                               | Deporte            | Competición    |
| ------------------------------------ | ------------------ | -------------- |
| Oro                                  |                    |                |
| Sven-Olov Sjödelius Gert Fredriksson | Piragüismo         | K2 1000 m M    |
| Plata                                |                    |                |
| John Ljunggren                       | Atletismo          | 50 km marcha M |
| Jane Cederqvist                      | Natación           | 400 m libre F  |
| Bronce                               |                    |                |
| Gustav Freij                         | Lucha grecorromana | 67 kg M        |
| Hans Antonsson                       | Lucha libre        | 79 kg M        |
| Gert Fredriksson                     | Piragüismo         | K1 1000 m M    |